# Great Britain Bandy Federation
Great Britain Bandy Federation (Storbritanniens bandyförbund), tidigare England Bandy Federation, är det styrande organet för bandy och rinkbandy i Storbritannien. Huvudkontoret ligger i Littleport, East Cambridgeshire.
Bandy Federation of England grundades 2010 och blev medlem i Federation of International Bandy samma år. Det bytte namn till England Bandy Federation 2017 och senare samma år till nuvarande namn, för att hantera sporten i hela Storbritannien i stället för bara i England.